# Oona Kauste
Oona Kauste (* 4. Januar 1988 in Espoo) ist eine finnische Curlerin.

## Karriere
Kauste begann ihre internationale Karriere bei der European Junior Challenge 2006, dem Qualifikationswettbewerb für die Juniorenweltmeisterschaft. Als Ersatzspielerin des finnischen Juniorinnenteams gewann sie die Silbermedaille, verpasste damit aber die Qualifikation für die Junioren-WM 2006. Ihre erste Europameisterschaft spielte sie 2009, wieder als Ersatzspielerin; die Finninnen kamen auf den achten Platz. 
2012 gewann sie bei der Mixed-Europameisterschaft als Lead die Bronzemedaille mit dem von ihrem Bruder Aku Kauste geskippten Team.
2015 spielte sie zum ersten Mal bei der Weltmeisterschaft und kam dort als Second der finnischen Mannschaft auf den elften Platz. Bei der Europameisterschaft 2015 gewann sie als Skip des finnischen Damenteams die Bronzemedaille und stand bei ihrer sechsten Europameisterschaft erstmals auf dem Podest; im Spiel um Platz 3 besiegte sie die Däninnen um Lene Nielsen. 
Die Weltmeisterschaft 2016, bei der sie ebenfalls als Skip spielte, schloss sie wieder auf dem elften Platz ab. Im gleichen Jahr trat sie zusammen mit Tomi Rantamäki bei der Mixed-Doubles-Weltmeisterschaft an und wurde Siebte. Den gleichen Platz belegte sie bei der Mixed-Doubles-Weltmeisterschaft 2017, bei der sie wieder mit Rantamäki spielte. 
Oona Kauste spielte zusammen mit Tomi Rantamäki für Finnland beim erstmals ausgetragenen Mixed-Doubles-Wettbewerb bei den Olympischen Winterspielen 2018. Nach einem Sieg und sechs Niederlagen in der Round Robin kam das finnische Team auf den achten und letzten Platz. Nach dem positiven Dopingbefund bei Alexander Kruschelnizki und der Disqualifikation des Teams Olympic Athletes from Russia rückten sie auf den siebten Platz vor.